# Ким Намджо
Ким Намджо́ (кор. 김남조; 25 сентября 1927, Тэгу — 10 октября 2023) — южнокорейская поэтесса, лауреат Премии Манхэ (2007).

## Биография
Начальное образование получила в школе для девочек на японском острове Кюсю, в 1951 году окончила педагогический колледж Сеульского Национального университета, получив диплом преподавателя корейского языка. Первые стихи написала ещё будучи студенткой в 1950 году, опубликовав в газете «Йонхап синмун» стихи «Звёздное созвездие» (성수(星宿) и «Послеобразы» (잔상(殘像).
Ким преподавала в Средней школе Масан и Старшей школе Ихва для девочек. В 1954 году стала профессором женского университета Сокмюн, а в настоящее время является почетным профессором этого университета. Ким была председателем Общества корейских поэтов, а в настоящее время является членом Корейской академии искусств. Её первый сборник стихов «Жизнь» (목숨) был опубликован в 1953 году, и на протяжении всей своей творческой деятельности она получала различные награды и премии.
Ким — плодовитый автор, опубликовавший более тридцати томов стихов. Богатство ее поэзии основано на динамичном использовании чувственного языка и яркой метафоры для передачи тонкости человеческих эмоций. Как и две её предшественницы Мо Юн Сук и Но Чхон Мён, Ким играет важную роль в истории корейской женской поэзии. Стихи, вошедшие в её первый поэтический сборник «Жизнь», демонстрируют как утверждение человечности, так и увлечённость динамикой жизни. Стихи представляют собой гармоничный баланс между католическим благочестием и страстным, человеческим голосом. В стихотворениях второй и третьей антологий, «Наслаждения наада» (나아드의 향유) и «Дерево и ветер» (나무와 바람), больше подчеркивается религиозность, а основное внимание уделяется исследованию христианского гуманизма и этики. В более поздних стихах она отказывается от страсти к мастерству и настойчивости как части религиозного самоанализа. В антологии «Море зимой» (겨울 바다) она описывает мир, в котором человеческие эмоции достигли абсолютной чистоты благодаря ее блестящему поэтическому воображению.
Скончалась 10 октября 2023 года на 97-м году жизни.